# Шпиттелер, Карл
Карл-Фри́дрих Георг Шпи́ттелер (нем. Carl Friedrich Georg Spitteler) известен под псевдонимом Карл-Феликс Тандем (нем. Carl Felix Tandem) (24 апреля, 1845, Листаль — 29 декабря, 1924, Люцерн) — швейцарский поэт, лауреат Нобелевской премии по литературе 1919 года «за несравненный эпос „Олимпийская весна“».
Развивая классический стиль и идеалистическое направление в немецкоязычной литературе, предложил оригинальный вариант эпического повествования, имевшего в видоизмененных вариантах продолжение и в литературе XX века.
Его творчество было отмечено критиками, а также Фридрихом Ницше, рекомендовавшим его на должность редактора мюнхенского журнала «Кунстварт» («Художественное обозрение»).

## Биография
Родился в Листале, неподалёку от Базеля в семье правительственного чиновника. В 1849 году в связи с назначением отца казначеем Швейцарской Конфедерации семья переехала в Берн, а Карл остался жить у тёти в Базеле и поступил в местную гимназию, получив по отдельным предметам подготовку на университетском уровне.
С детства увлекался музыкой и рисованием. В гимназии под влиянием филолога В. Ваккернагеля и историка Якоба Буркхардта у него развился интерес к эпической поэзии, к творчеству поэта эпохи Возрождения Лудовико Ариосто.
По настоянию отца в 1863 году поступил в Цюрихский университет на факультет права. С 1863 по 1870 год изучал теологию в Цюрихе, Гейдельберге и Базеле.
После окончания обучения ради возможности заниматься литературой отказался от предложения стать пастором и в 1871 году уехал в Петербург, где прожил 8 лет, работая домашним учителем в семье русского генерала. Изредка он посещал Финляндию. За это время написал поэму «Прометей и Эпиметей» («Prometheus und Epimetheus», 1881).
В 1879 году возвратился в Швейцарию. На собственные средства издаёт свою поэму «Прометей и Эпиметей» под псевдонимом Карл Феликс Тандем, но она не принесла ему успеха. Таким образом, он начинает понимать, что литературная деятельность не сможет дать ему средств к существованию. В 1881 году занял место учителя в Ла-Нёввиле (кантон Берн), где через два года женился на своей ученице Мари дер Хофф. Работал журналистом в газетах Базеля и Цюриха, продолжая заниматься литературной деятельностью.
В 1892 году, когда жена писателя получила наследство, семья переехала в Люцерн, где Шпиттелер смог полностью посвятить себя литературе.
В 1887 году Ницше рекомендовал его на должность редактора мюнхенского журнала «Кунстварт». С 1900 года, когда вышла поэма «Олимпийская весна», к Шпиттелеру пришла популярность. Тем не менее он жил уединенной жизнью, избегая высказываний на политические темы. Всё же в 1914 году Шпиттелер высказался против союзничества с Германией в пользу нейтралитета Швейцарии. За это он лишился поддержки со стороны прогермански настроенных поклонников, но тем не менее получил в 1916 году медаль Общества франкоязычных писателей.
В 1920 году, на 75 году жизни получил Нобелевскую премию по литературе, но лично не смог присутствовать на награждении, так как был болен. Премию получил за него посол Швейцарии в Швеции.
В 1924 году писатель умер в Люцерне. Ромен Роллан высоко ценил творчество Карла Шпиттелера и написал некролог после его смерти, сравнивая его творчество с творчеством Гомера и Гёте.

## Творчество
Первые опыты в стихосложении относятся ко времени обучения в гимназии в Базеле.
Свою первую эпическую поэму создал в Петербурге в 1881 году. Это была написанная ритмизированной прозой поэма Прометей и Эпиметей (Prometheus und Epimetheus) — аллегория, содержащая параллели с конфликтами и противоречиями современной автору общественной жизни.
В период работы журналистом в газетах Базеля и Цюриха создал:
- поэму, написанную белым стихом, О сверхъестественном (Extramundana,1883);
- сборник стихов Бабочки (Schmetterlinge, 1889);
- Литературные притчи (Litterarische Gleichnisse, 1892);
- прозаические произведения Маленький Фред из клана Колдери (Friedli der Kolderi, 1891) и Густав (Gustav, 1892).

В Люцерне были написаны:
- Баллады (Balladen, 1896);
- Ущелье Сен-Готард (Der Gotthard, 1897);
- повесть Лейтенант Конрад (Conrad der Leutnant, 1898);
- сборник критических эссе Забавные истины (Lachende Wahrheiten, 1898).

Наибольшую известность Шпиттелеру принесла эпическая поэма Олимпийская весна (Olimpischer Fruhling), выходившая частями с 1900 по 1905 год и полностью — в 1910 году. В 1904 году известный дирижёр Феликс Вайнгартнер опубликовал хвалебную статью — с его лёгкой руки «Олимпийская весна» была признана шедевром немецкоязычной литературы. Поэма состоит из пяти книг на примерно шестистах страницах. Написанная ямбическим гекзаметром, она соединяет в себе религию, мифологию, юмор и аллегорию.
В 1908 году Шпиттелер выпустил брошюру Мои отношения с Ницше (Meine Beziehungen zu Nietzsche) в связи с предъявленными ему обвинениями в плагиате. Во втором издании «Прометея и Эпиметея», выпущенном под его собственным именем, критики усмотрели заимствования из книги Ницше «Так говорил Заратустра», на самом деле вышедшей в свет позже первого издания Прометея.

## Награды
В 1920 году в возрасте 75 лет за поэму Олимпийская весна Карл Шпиттелер получил Нобелевскую премию по литературе. Член Шведской академии Харальд Хьерне назвал мифологию Шпиттелера «уникальной формой выражения, в которой в борьбе свободного волеизъявления с навязанной необходимостью предстают на уровне идеального воображения человеческие страдания, надежды и разочарования».
В 1916 году был награждён медалью Общества франкоязычных писателей за то, что выступил в поддержку нейтралитета Швейцарии, отвергая идею о том, что немецкоязычная Швейцария является «расовым союзником» Германии в Первой мировой войне.
В честь Шпиттелера назван кратер на Меркурии.

## Основные работы
- 1881 Прометей и Эпиметей (нем. Prometheus und Epimetheus)
- 1883 О сверхъестественном нем. Extramundana)
- 1887 (нем. Ei Ole)
- 1887 Samojeden
- 1887 Собака и кошка (нем. Hund und Katze)
- 1887 Olaf
- 1888 Bacillus
- 1889 Das Bombardement von Åbo
- 1889 Бабочки (нем. Schmetterlinge)
- 1889 Der Parlamentär
- 1890 Das Wettfasten von Heimligen
- 1891 Маленький Фред из клана Колдери (нем. Friedli der Kolderi)
- 1891 Густав (нем. Gustav)
- 1892 Литературные притчи (нем. Literarische Gleichnisse)
- 1892 Der Ehrgeizige
- 1893 Jumala. Ein finnisches Märchen
- 1896 Баллады нем. Balladen
- 1897 Ущелье Сен-Готард (нем. Der Gotthard)
- 1898 Лейтенант Конрад (нем. Conrad, der Leutnant)
- 1898 Сборник критических эссе «Забавные истины» (нем. Lachende Wahrheiten)
- 1900 Die Auffahrt
- 1901 Hera die Braut
- 1903 Die hohe Zeit
- 1904 Ende und Wende
- 1905 Олимпийская весна (Эпос)
- 1906 Imago
- 1906 Gras- und Glockenlieder
- 1907 Die Mädchenfeinde
- 1920 Meine frühesten Erlebnisse
- 1924 Prometheus der Dulder